# Шели (Ајдахо)
Шели (енгл. Shelley) град је у америчкој савезној држави Ајдахо.

## Демографија
По попису из 2010. године број становника је 4.409, што је 596 (15,6%) становника више него 2000. године.
| Група             | 2000.         | 2010.         |
| Белци             | 3.268 (85,7%) | 3.653 (82,9%) |
| Афроамериканци    | 7 (0,2%)      | 12 (0,3%)     |
| Азијати           | 10 (0,3%)     | 33 (0,7%)     |
| Хиспаноамериканци | 449 (11,8%)   | 616 (14,0%)   |
| Укупно            | 3.813         | 4.409         |